# Edric Connor
Edric Connor (2 de agosto de 1913, Isla Trinidad, Indias Occidentales Británicas - 13 de octubre de 1968, Londres) fue un actor y cantante que pasó la mayor parte de su vida en Inglaterra. 

## Biografía
Fue el primer músico que grabó una versión de la popular canción jamaicana Day Dah Light (Banana Loaders Song) en 1954, que habla de los trabajadores de los muelles de Jamaica que cargaban bananas para su exportación. Este tema fue popularizado por el también actor y cantante Harry Belafonte en 1956, quien grabó una versión adaptada por el compositor Irving Burgie, usando elementos de otro clásico de la música popular jamaicana, Hill and Gully Rider, y rebautizada con el nombre de Day-Oh (The Banana Boat Song), apareciendo en el álbum "Calypso" de Belafonte y en formato de single, y que logró entrar en las listas de éxitos de la época. El único disco con trascendencia tanto dentro como fuera del Caribe fue Songs From Jamaica.
Connor actuó en 18 películas, de las que hay que destacar Moby Dick de 1956, en la que interpretaba el personaje de Daggoo, y también tuvo un papel en varios capítulos de las series inglesas "Danger Man" (1962) y The Galloping Major (1964). Murió un 13 de octubre de 1968 a los 55 años en Londres.
- Datos: Q5340249